# Wolves of the North
Wolves of the North é um seriado estadunidense de 1924, no gênero aventura, dirigido por William Duncan, em 10 capítulos, estrelado por William Duncan e Edith Johnson. O seriado foi produzido e distribuído pela Universal Pictures, e veiculou nos cinemas estadunidenses entre 21 de setembro e 23 de novembro de 1924. Foi baseado no livro "The Free Trader", de Katherine e Robert Pinkerton.
Este seriado é considerado perdido. Foi um dos seriados lembrados dentro do especial de 80 anos da Universal Pictures, em 1995, The Universal Story.

## Elenco
- William Duncan - Alan Gray
- Edith Johnson - Helen Mears
- Joseph W. Girard - John MacLeod
- Clark Comstock - Grimwood Means
- Esther Ralston - Madge Chester
- Edward Cecil - Henry Allardyce
- Harry Woods - Bob Hunter
- Joe Dominguez - Jerry Snowbird
- Frank Rice - Dan Martin
- Robert Homans - Simon Blake
- Joe Bonomo - Pierre DuPree
- Leo White - Sir Percival Pembroke
- Malvina Polo

## Capítulos
1. The Fur Pirates
2. The Wolf Pack
3. The Avalanche
4. Passions of War
5. The Blizzard
6. Flames of Peril
7. The Man Hunt
8. The Trail of Gold
9. A Trick of Fate
10. The Stolen Map

Fonte: 

## Galeria de estrelas

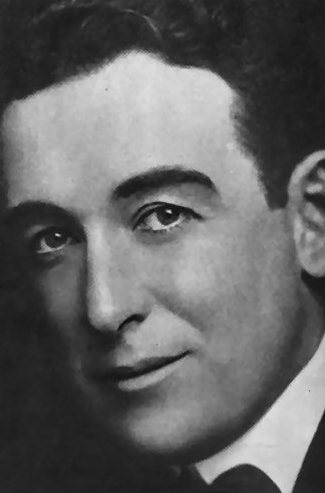
William Duncan, que interpreta Alan Gray no seriado.
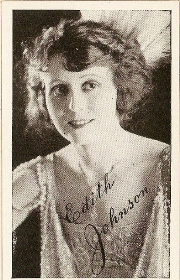
Edith Johnson, esposa do ator e diretor William Duncan, interpreta Helen Mears.
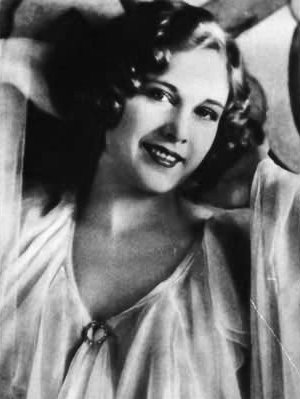
Esther Ralson
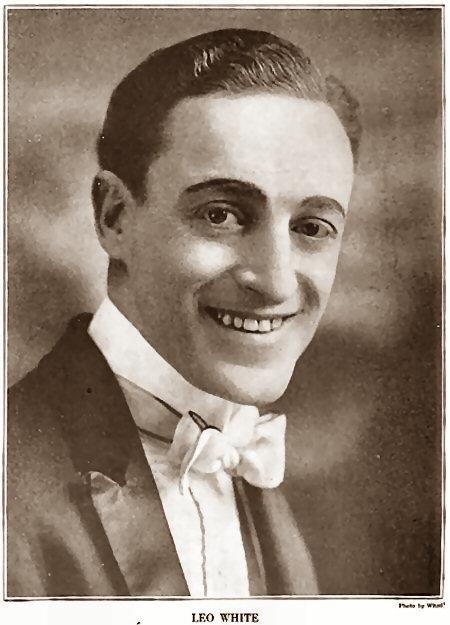
Leo White